# Obstfachmann

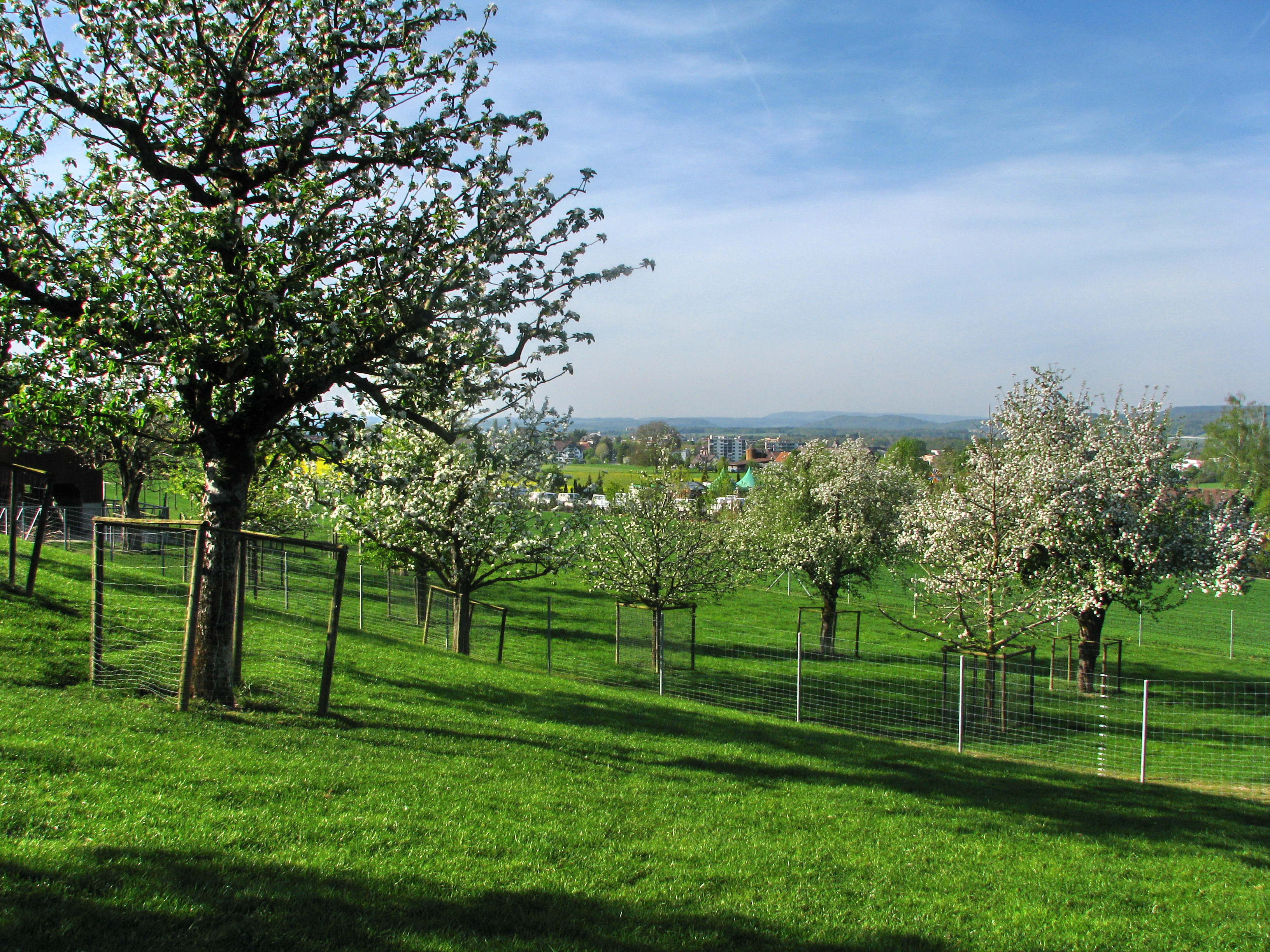
Streuobstwiese in Rümlang

Obstfachmann ist in der Schweiz eine berufliche Grundbildung.

## Ausbildung
Die Ausbildung dauert drei Jahre. Die drei Ausbildungsorte sind Betrieb, Berufsfachschule und überbetriebliche Kurse.
Als Schwerpunkt ist der Biolandbau möglich. Beim Schwerpunkt Biolandbau müssen mindestens 50 Prozent der betrieblichen Ausbildungszeit in einem Biobetrieb stattfinden.

## Geschichte
Der Vorgängerberuf hiess Obstbauer.

## Weiterbildungsmöglichkeiten
Verkürzte Grundbildung (in der Regel ein Jahr):
- Gemüsegärtner EFZ
- Geflügelfachmann EFZ
- Landwirt EFZ
- Weintechnologe EFZ
- Winzer EFZ

Berufsprüfung mit eidgenössischem Fachausweis:
- Obstbauer
- Landwirt
- Detailhandelsspezialist

Höhere Fachprüfung (HFP):
- Obstbauer mit Meisterdiplom
- Meisterlandwirt
- Gärtnermeister

Höhere Fachschule:
- Dipl. Agro-Techniker HF
- Dipl. Agro-Kaufmann HF

Fachhochschule
- Bachelor of Science (FH) in Agronomie
- Bachelor of Science (FH) in Umweltingenieurwesen